# Alberite
Alberite é um município da Espanha 
na província e comunidade autónoma de La Rioja, de área 20,33 km² com população de 2239 habitantes (2004) e densidade populacional de 110,13 hab/km².

## Demografia
| Variação demográfica do município entre 1991 e 2004 | Variação demográfica do município entre 1991 e 2004 | Variação demográfica do município entre 1991 e 2004 | Variação demográfica do município entre 1991 e 2004 |
| --------------------------------------------------- | --------------------------------------------------- | --------------------------------------------------- | --------------------------------------------------- |
| 1991                                                | 1996                                                | 2001                                                | 2004                                                |
| 1948                                                | 1985                                                | 2086                                                | 2239                                                |